# 无畏战斗机
无畏式战斗机（英語：Defiant）是英国皇家空军於二战初期使用的一種战斗机。该机由普頓保羅飛機公司设计制造，英国飞行员替它取了“Daffy”的外号（愚笨、瘋癲之意）。
无畏战斗机在不列颠之战曾有不俗表现。基於航空科技在二、三十年代发展迅速，当时英国皇家空军認為，多引擎和多炮塔設計的重型轰炸机的速度火力可以超過战斗机，並独自闯入敌方领空進行轰炸，如維克斯公司的威靈頓轟炸機，但又擔心其潜在最大对手德国空军，也運用此一戰術，因此想出在战斗机上安装“动力炮塔”以為反制。无畏战斗机因此產生。布莱克本公司的大鹏式舰载战斗机亦是。
設計上，該機以其背上动力炮塔的四挺7.62毫米机抢，从下方或侧方攻击並摧毁敵人轰炸机，不似從前必須先冒着對方強大火力，将机头对准敌机飛行。這理論其實來自一战中的Bristol F.2战斗机。
但实战證明，背着笨重炮塔的无畏戰鬥機根本无法和德國灵活的Bf 109戰鬥機对抗。德國人很快熟悉了英國皇家空軍的战术，且視之為輕易的猎物。英国因此轉用对付夜间来袭的德国轰炸机，而它也表現不錯，直到被火力更强速度更快的新戰機取代。如布里斯托尔的波费特式和德哈维兰的蚊式。

## 設計背景
无畏战斗机的研製目標是要符合英国空军部設計的新式戰鬥機F.9/35。重點是以炮塔作為主攻武器。普頓保羅公司的无畏戰鬥機擊敗霍克公司的莽漢式戰鬥機而得標。1937年8月11日，首次试飞原型机，不久正式命名无畏MK.I型战斗机，並定型投产。另也安装在海军的大鹏式战斗机。由於研發过程延误，1939年9月战争开始时，英国皇家空军只獲得三架無畏飛機投入作戰。
其炮塔由法国SAMM公司设计，普頓保羅生產。它採取液压动力推動，在紧急情况之下可以以摇柄驅动。机枪手由炮塔后面的小舱门出入飞机，机身下的另一个舱门則用於装填机枪弹药。炮塔後方機身上的整形盖板以压缩空气驱动。非戰鬥狀態下，蓋版會放下以减少炮塔飛行阻力，而战時缩入机身，以提供炮塔360度全方向射角。炮塔有四联裝.303口径的布朗宁机枪，采用电动发射的射击同步装置，保证機槍手不會因為惡劣的戰鬥環境下擊中自己的螺旋桨或尾翼。

### 設計缺陷

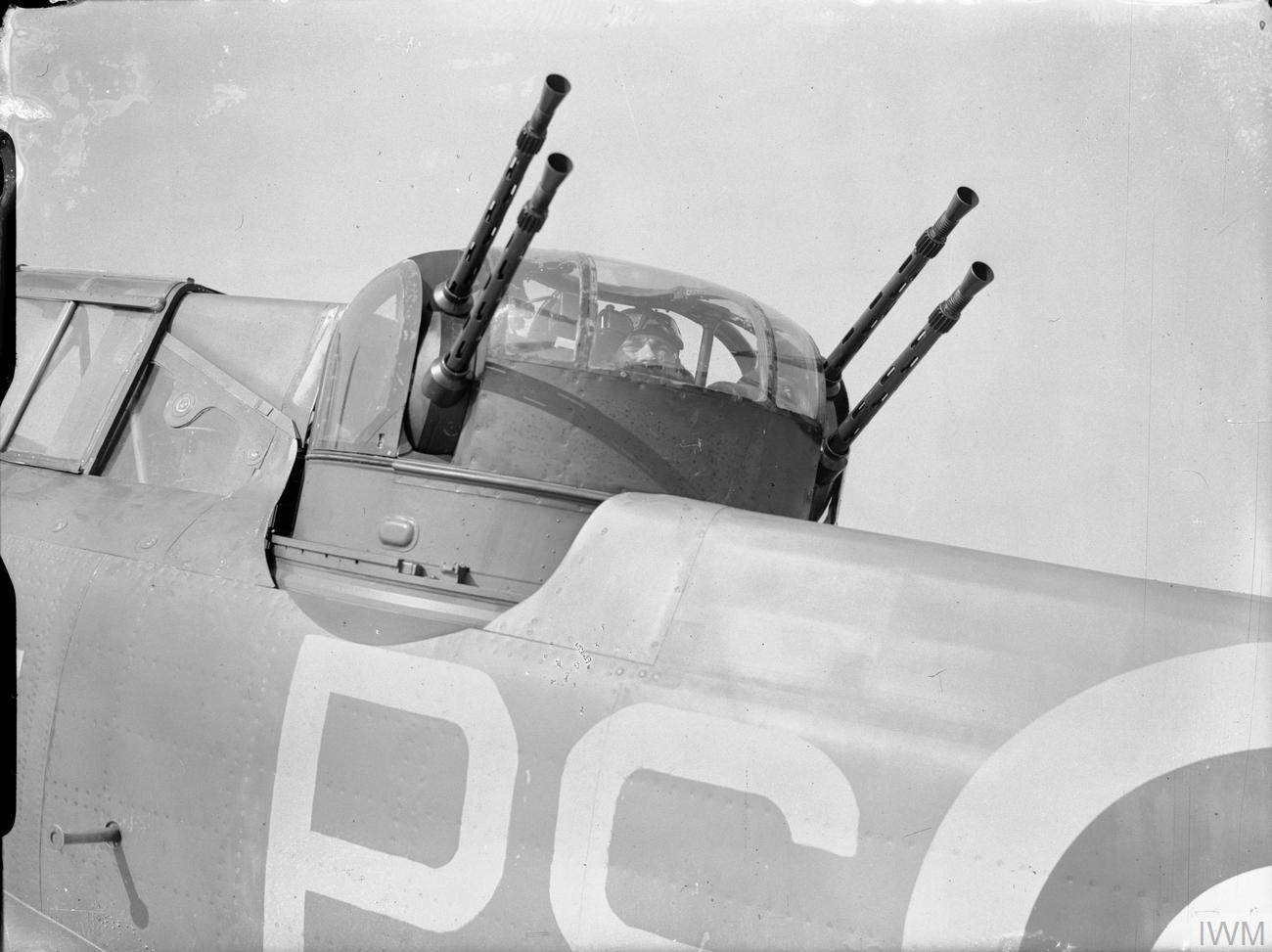
无畏后部四挺.303英寸（7.62毫米）布朗宁机枪

无畏战斗机有三大設計缺陷。一是受阻碍于驾驶舱，机枪手正前方的射角只有19度。空戰快速進行時，機槍手很難短時間看清楚目标。驾驶员也沒有专用瞄准具。二是炮塔内空間不足。机枪手既不能攜帶降落伞，且当機槍指向飞机后方时，炮塔舱门被封住，阻礙逃生。因此，戰鬥機被擊落時，机枪手必须先将炮塔指向驾驶员方向，以便钻出炮塔，再到飛機艙拿降落伞逃生。其間是困難重重。三是炮塔與机枪手的重量，和炮塔造成的空气阻力，其雙座設計的飞行性能比不上一般的单座战斗机。
无畏戰鬥機在參戰初期於日间出動，起初德軍飞行员不了解其可轉動砲塔的射擊特性，因此在交戰時往往受到意外的攻擊而敗陣。1940年5月29日當天，无畏264中队宣称击落65架敌机，大多数為德國容克公司的Ju-87俯冲轰炸机，和梅塞施密特公司的Bf-110双引擎驱逐机。但隨著交戰時間日久，德軍飛行員逐漸熟悉其特性後，无畏式以及其人員损失開始急剧上升。敌方战斗机以更好的机动性攻擊其机身下方的防御死角。其损失的人员以机枪手為主，因为他们經常无法及时脫逃戰機。
航空史学家艾力克·布罗（Alec Brew）的著作《炮塔战斗机》一書指出无畏264中队考量到自身使用戰機的特性，制定出战术相当有效的对抗德國Bf109战斗机。它以急降盘旋避開來自下方的攻击，再用炮塔360度反擊敌机，缺點僅僅是飞机損失飛行高度。实战經驗证明这战术是成功的，而不聽勸告的141中队則因此受到了灾难性的損失。

### 投入二戰
1939年12月，第一支装备无畏MK.I型戰鬥機的264中队成立，並於1940年5月12日首次执行作战任务。1940年5月13日，六架无畏MK.I型被德國Bf 109攻击。由于德國人从机头發起攻击，而非英国人预想的尾部，无畏被輕易击落五架。
1940年五月下旬，无畏戰鬥機在发电机行动（英法兩軍军队从法國敦刻尔克撤往英國）取得一些战果。当時，德國战机錯認无畏为颶風戰鬥機而對其尾部发起攻击，遭到意外的猛烈火力。但兩个月后的不列颠空战时，德國飞行员已已經能夠識別出无畏與颶風的區別，并了解其机动性不足的缺点，无畏因此完全落入下风。7月19日，141中队的九架无畏被击落六架，其餘三架靠飓风111中队援助才能生還。
无畏因此很快转用於夜间拦截任务，戰果不俗。无畏MK.II配备更强力的灰背隼MK.XX引擎和AI MK.IV截击雷达，有效抵挡德國夜间轰炸机骚扰。1940到41年冬的伦敦空戰中，无畏共投入了四个中队。
1942年，无畏戰鬥機正式退役，部分改造後转用于二线的训练、拖靶、电子战和海上救援等。执行救援时，其两侧机翼各挂载一个内有救生艇的容器。英國另生产140架没有炮塔的MK.III型，以大量培训飞行员。1945年5月，马丁‧贝克公司使用一架无畏作為弹射座椅实验。
如今伦敦亨顿的皇家空军博物馆内，完整保存一架无畏战斗机。

## 後續型號
- P.85：
- P.94：1940年，普頓保羅公司改造开发出單座無砲塔的P.94。该机每侧机翼配备6挺.303英寸口径的布朗宁机枪，火力相當於無畏戰鬥機的三倍，但機動性並沒有顯著的改善，而速度提高到360英里/小时，相当于早期噴火式戰鬥機的速度。但當時英国空军已有足够的噴火式戰鬥機和飓风式战斗机，故没採用这一新机型。

## 主要改型
- 無畏MK I：双座日间战斗机，配備了一台1,030马力（768千瓦）的勞斯萊斯灰背隼III型液冷发动机，共生产723架。
- 無畏NF.MK IA：改造自MK I的夜间战斗机。
- 無畏Mk II：双座夜间战斗机，配備了一台1,280马力（954千瓦）的勞斯萊斯灰背隼XX型液冷发动机，另安装AI MK.IV型夜間雷达，共生产210架。
- 無畏TT.MK I：改造自MK.II並另新製造的拖靶飞机，共生产140架。
- 無畏TT.Mk III：改造自MK.I的拖靶飞机，共150架。

## 使用国家和部队
- -  皇家澳大利亞空军
- 英国
  -  英国皇家空军
- 美国
  -  美國空軍
- 波蘭
  -  駐英法波蘭空軍
- 加拿大
  -  加拿大皇家空軍
- 英属印度
  -  印度皇家空军

## 外型尺寸及性能

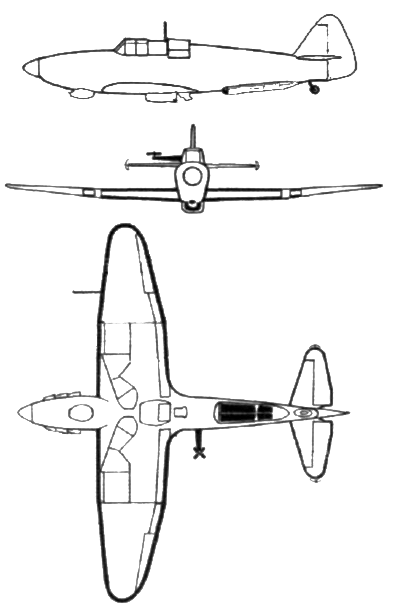

以下參數系基於無畏MK.I型戰鬥機
基本信息
- 机组：二人：驾驶员，機槍手

性能
武器

- 機槍：液压动力炮塔的四挺.303英寸（7.62毫米）布朗宁机枪，每挺机枪备弹600发。

## 相关内容
类似型号
- 布莱克本大鹏战斗机
- 霍克莽汉战斗机